# Annandale, Minnesota
Annandale là một thành phố thuộc quận Wright, tiểu bang Minnesota, Hoa Kỳ. Năm 2010, dân số của thành phố này là 3228 người.

## Dân số
- Dân số năm 2000: 2684 người.
- Dân số năm 2010: 3228 người.